# Berberis henryi
Berberis henryi är en berberisväxtart som beskrevs av J. E. Laferriere. Berberis henryi ingår i släktet berberisar, och familjen berberisväxter. Inga underarter finns listade i Catalogue of Life.